# John Davies (archevêque)
Pour les articles homonymes, voir John Davies.
John David Edward Davies, (né le 6 février 1953), est un évêque anglican gallois à la retraite et ancien avocat. En 2008, il devient évêque de Swansea et Brecon au sein de l'Église du pays de Galles. Le 6 septembre 2017, il est également élu archevêque du pays de Galles et conserve son poste d'évêque diocésain. Il prend sa retraite de ces deux fonctions à compter du 2 mai 2021.

## Jeunesse et éducation
Davies est né le 6 février 1953 à Newport, au Pays de Galles,. Il fait ses études à la Bassaleg School, alors une école primaire publique. Il étudie le droit à l'Université de Southampton, obtenant un baccalauréat en droit (LLB) en 1974. De 1975 à 1977, il entreprend son contrat de formation et il est admis comme avocat en 1977. Il exerce ensuite le droit dans un cabinet privé jusqu'à ce qu'il quitte la profession pour entrer dans l'église.
En 1982, Davies entre au St. Michael's College de Llandaff, un collège théologique anglican, pour se former au ministère ordonné et étudier la théologie. En 1984, il obtient un diplôme en théologie (DipTh) de l'Université du Pays de Galles. Il entreprend ensuite des études de troisième cycle en droit canonique à l'Université de Cardiff et obtient une maîtrise en droit (LLM) en 1995. Il reçoit des doctorats honorifiques en droit (LL.D) et en lettres (D.Litt.) des universités de Swansea et du Pays de Galles (Trinity St David).

## Ministère ordonné
Davies est ordonné diacre dans l'Église du pays de Galles le 29 septembre 1984 et prêtre le 28 septembre 1985 . De 1984 à 1986, il est curé à l'église St Mary's de Chepstow, dans le diocèse de Monmouth. De 1986 à 1989, il est vicaire responsable de Michaelston-y-Fedw et Rudry. Il est ensuite recteur de Bedwas et Rudry entre 1989 et 1995. De 1995 à 2000, il est vicaire de l'église St John Evangelist à Newport.
En 2000, Davies part au diocèse de Swansea et Brecon où il est nommé doyen de la cathédrale de Brecon. En 2005, il est également nommé prêtre responsable de Cynog Honddu.

### Ministère épiscopal
En janvier 2008, Davies est élu évêque de Swansea et Brecon, succédant à Anthony Pierce. Il prend légalement son siège par la confirmation de l'élection (au Sacré Synode) en avril. Le 2 mai 2008, il est consacré évêque par Barry Morgan, archevêque du Pays de Galles, lors d'un service à la cathédrale de Llandaff. Le 24 mai 2008, il est installé dans la cathédrale de Brecon en tant que neuvième évêque de Swansea et Brecon.
En tant qu'évêque principal du Pays de Galles, Davies sert comme archevêque par intérim du Pays de Galles au poste vacant suite au départ à la retraite de Barry Morgan le 31 janvier 2017. À ce titre, il est le consécrateur principal de June Osborne en juillet 2017.
Le 6 septembre 2017, Davies est élu 13e archevêque du Pays de Galles, il prend ses fonctions avec la confirmation de cette élection le même jour. Il est le premier évêque de Swansea et Brecon à être élu archevêque du Pays de Galles. Il est intronisé archevêque à la cathédrale de Brecon le 2 décembre 2017,.
En 2018, il se retrouve impliqué dans une controverse impliquant Richard Pain, alors évêque de Monmouth, qui se termine par le départ de Pain de l'évêché pour cause de mauvaise santé,,.
Il prend sa retraite comme évêque de Swansea et Brecon et comme Archevêque du pays de Galles à compter du 2 mai 2021.
Le 15 mars 2017, il est nommé Chevalier de l'Ordre de Saint-Jean.